# Espreso TV
Espreso tv (Ukrainisch: еспресо tv) ist eine private Fernsehstation in der Ukraine, die seit November 2013 über den ASTRA-Fernsehsatelliten Astra 4A zu empfangen ist.

## Geschichte
Der Sender wurde am 14. Oktober 2013 von Mykola Knjaschyzkyj und seiner Frau  gegründet, während der Chefredakteur zuvor bei der Wochenzeitschrift namens Kommentar gearbeitet hatte. Am 20. November war dem Sender, trotz abgelaufener Behördenfrist, noch keine Lizenz erteilt worden und das Verfahren weiter verzögert worden. Der Sender begann trotzdem am 24. November 2013 um 12:30 Uhr zu senden mit einer Live-Übertragung der Kundgebung des beginnenden Euromaidan in Kiew.
Espreso tv erlangte Bekanntheit durch die umfassende Berichterstattung vom Maidan-Platz und teilte weitestgehend die Positionen der Protestbewegung des Euromaidan.
Am 22. Januar 2014 wurde der Journalist Dmytro Dvoychenkov, der Live-Filmmaterial für den Sender geliefert hatte, von der Polizei geschlagen, an einen unbekannten Ort gebracht und später wieder freigelassen.

## Hackerangriff
Am 19. Februar 2024 verschafften sich unbekannte Hacker gegen 19:30 Uhr Zugang zum Sendesignal des Senders Espresso TV. Die Angreifer posteten ein kurzes Video mit Bildern von der Zerstörung ukrainischer Städte, ein Video von Joe Biden und einem Aufruf zum Aufhören und deuteten damit auf die angebliche US-Beteiligung am Ukraine-Krieg an.